# Rita Lee e Roberto Tour 87/88
"Rita Lee e Roberto Tour 87/88" foi a 9ª turnê realizada pela cantora Rita Lee, baseada em seu 13º álbum de estúdio Flerte Fatal. A turnê foi anunciada como a última grande excursão que Rita realizaria em sua carreira. A turnê percorreu de 19 de agosto de 1987 à 02 de julho de 1988, totalizando 26 apresentações em 22 cidades brasileiras, e uma na Suíça. Ao todo a turnê obteve cerca de 300 mil expectadores.

## Antecedentes
Após quatro anos desde a última turnê, que foi realizada em 1983, Rita e Roberto nesse período realizaram apresentações esporádicas em festivais (Rock in Rio (1985), Viña del Mar (1985) e Festival da Paz (1986)). Até que em maio de 1987, com o lançamento do álbum Flerte Fatal, foi anunciada o desenvolvimento de uma futura turnê que percorreria 40 cidades brasileiras, o que foi reduzido pela metade posteriormente. E com a promessa de que seria essa, a última grande excursão que Rita Lee realizaria em sua carreira.  A excursão foi planejada para ter a duração de dois anos, e além de passar pelas principais cidades brasileiras, também foi programada para ser apresentada em países da América Latina e Europa. 

## Especial "Rita Lee e Roberto Tour 87/88"
Fazendo parte da programação de final de ano da Rede Manchete, momentos do show realizado no Rio de Janeiro em 05 de Dezembro de 1987, foi exibido como um especial noturno de 01h:00 de duração, nominado de "Rita Lee e Roberto 87/88 Tour". No especial, além da ordem das músicas ter sido completamente alterada do repertório original, as performances das músicas "Agora só Falta Você", "Esse Tal de Roque Enrow", "Vírus do Amor", "Ovelha Negra", "Mamãe Natureza", "Bem-Me-Quer", "Pega Rapaz" e "Lança Perfume" foram cortadas do especial. O especial teve direção Nelson Motta e Euclydes Marinho, responsabilidade técnica de de Wagner Victoria e Carvalhinho, e produção de Anita Sinkevicius.

## Lançamento em VHS e Álbum ou Vivo
Desde sua estreia, foi idealizado o lançamento de um registro ao vivo da turnê em Home video, além de um álbum ao vivo. O show gravado pela Rede Manchete em 05 de Dezembro de 1987 no Rio de Janeiro, foi então planejado de ser lançado como o registro oficial da turnê. Porém, ao contrário do especial, onde o show foi exibido incompleto, o lançamento em VHS traria o show na íntegra e com as músicas na ordem de apresentação, além de incluir momentos registrados nos bastidores e depoimentos dos músicos. O lançamento foi programado para março de 1988 pela Manchete Vídeo, porém foi cancelado sem nenhum comunicado oficial. No dia 19 de Fevereiro de 1988, Rita e Roberto visitaram uma sede de fãs no interior de São Paulo, e revelaram que a causa do cancelamento, foi motivado por eles ficarem insatisfeitos com o resultado final da produção feita pela Rede Manchete, como falhas de iluminação e outros fatores. Mas Roberto garantiu ainda durante a visita, que o projeto de lançar o home vídeo ainda iria ocorrer, porém sendo de outro show, o que não ocorreu. 

## Concerto Sinopse
O show inicia com a banda em ação, provocando grande comoção no público presente. Rita sai da coxia, e entra pelo lado esquerdo do cenário, vestindo um sobretudo branco e preto, chapéu preto e luvas. Ela caminha em direção ao microfone no pedestal localizado no centro do palco, e entona "Nem Luxo, Nem Lixo", causando grande euforia no público. Após cumprimentar a plateia, Rita retira o sobretudo e chapéu, e revela um macacão com alças preto bem justo, e uma regata branca por cima. Os primeiros acordes de "Agora só Falta Você" são iniciados, e Rita canta a música com a participação dos dois backing vocais acompanhando Rita no centro do palco em alguns momentos. Em seguida, ela se equipa com a guitarra para cantar uma versão estendida de "Ando Jururu". Para "Esse Tal de Roque Enrow", no meio da performance o público é surpreendido com uma pequena pausa, para que uma grande quantidade de gelo seco no palco, simule uma bomba que estourou, fazendo realidade a letra da canção. O bloco então fica mais leve e romântico quando a balada "Desculpe o Auê" é interpretada. Rita então se desapega da guitarra, acrescenta um véu em sua cabeça, e recebe uma criança vestida de anjo no cenário. Rita com uma voz bem infantilizada, conta uma história fictícia em que a apresentadora e cantora Xuxa Meneghel foi deixada pelo ex-jogador Pelé, e que agora está em busca de um novo namorado, assim "Xuxuxinho" é apresentada. Rita em seguida deixa o palco, enquanto a banda começa à tocar uma melodia mística, ela retorna para encerrar o bloco, dessa vez sem a regata branca, usando uma máscara de papel de uma figura feminina estampada, e um coração acoplado nos seios. Rita então canta "Vírus do Amor", enquanto também toca castanholas. Após o fim, Rita novamente deixa o palco. 
O segundo bloco começa com "Saúde", Rita reaparece emergindo no centro do palco por um elevador hidráulico, ainda vestindo o macacão preto, e uma base circular acoplada em sua cintura com duas pernas cenográficas , e que era envolta com uma cortina que cobria suas pernas por completo. 

Rita enquanto cantava, brincava com as pernas falsas como se estivesse praticando ginástica. Um momento mais sério é trazido quando a performance de "Me Recuso" é iniciada, Rita coloca pequenos cones pretos com listras brancas em seus seios, e uma pequena prótese de pelos pubianos brancos, simulando uma genitália feminina. Nesse momento, Rita realizava um concurso com algumas opções de próteses com diferentes tipos de cabelos, que eram votadas pelo público presente, a que recebesse maior aprovação, Rita utilizava para a performance.  Sendo essa, a maior performance de todo o show, durando cerca de 10 minutos, tendo um pouco antes do fim, uma apresentação de cada integrante da banda para o público presente, porém Rita admite que uma banda formada somente por homens, não satisfaz o público masculino presente, para resolver a situação, ela chama ao palco uma modelo usando uma peruca loira laqueada, coberta por uma capa preta, que caminha ao centro do palco, para revelar sua nudez frontal por cerca de 10 segundos, resultando em uma tremenda histeria dos expectadores. 

Em seguida, a atmosfera fica do espetáculo fica mais tranquila, Rita novamente com a guitarra empunhada, canta "Ovelha Negra", enquanto isso ao fundo do cenário, um enorme arco se abre simulando um grande sol. A animação é retomada quando Rita ainda na guitarra, canta um medley de "La Bamba" (Cover de Ritchie Valens), "Twist and Shout" (Cover do The Beatles) e "Noviças do Vício". Duas enormes faixas com os dizeres "Camisinha Já" e "Diretas Ontem"  são erguidas nas laterais do palco respectivamente, enquanto Rita coloca uma cartola e faixa com as cores da bandeira brasileira para cantar "Brazix Muamba", com destaque para Rita tocando flauta no meio da canção. Após o fim, Rita deixa o palco.

O terceiro bloco do espetáculo começa com Roberto animando a plateia enquanto toca guitarra, que se encontra com a inconfundível melodia de "Mamãe Natureza", que é interpretada por Rita agora vestindo um espartilho preto, um pequeno capacete com uma longa pena de pavão acoplada. A maior surpresa ainda está por vir, Rita é suspensa por um cabo de aço enquanto realiza um pequeno solo de flauta, dando a sensação de um voo livre pelo cenário, bem característico ao personagem fictício Peter Pan. Após o fim, Rita novamente deixa o palco, enquanto a banda reproduz melodias exóticas, mas não demora muito quando o baterista inicia as primeira batidas de "Bwana", com a guitarra empunhada, Rita retorna ao cenário vestindo um casaco e saia com estampa de onça. Rita agradece e se despede do público, mas o publico insaciável clama por mais, então Rita e toda a sua banda retornam ao cenário, causando grande euforia da plateia. Rita faz um duro discurso contra a política brasileira, e compartilha sua experiência com o Partido Verde, que na qual condiz com suas ideologias. A alegria é restaurada quando "Bem-Me-Quer" é executada para o bis programado do show. Já em seguida emendando com "Ôrra Meu", que trás Rita de muletas ao palco, enquanto Beto Lee, o filho de Rita e Roberto acompanha a mãe no palco, após o fim, novamente Rita se despede do público. O público não aceita o fim do espetáculo, e iniciam uma energética comoção, Rita retorna ao palco vestindo uma volumosa saia colorida, e então questiona o que eles querem, e diz que faz de tudo por amor, assim os primeiros acordes de "Pega Rapaz" são reproduzidos por Roberto na guitarra, uma versão encurtada da canção é executada e mesclada em um medley com "Lança Perfume", sendo essa cantada na integra. O clímax do show é atingido, e Rita de despede pela última vez do público presente, assim o espetáculo é finalizado.

## Cenário
Durante quase um ano, o quarteto formado por Rita e Roberto, junto com Leonardo Neto e Wagner Baldinato, foram os responsáveis pela criação do espetáculo. O palco trouxe a proposta de ser igualmente belo e eficiente, tendo 44 metros de largura e 14 de profundidade. O cenário foi criado por Wagner e a empresa Pupi. Tendo como som e iluminação da melhor tecnologia do show-bizz nacional da época. O palco foi construído por três empresas brasileiras: Transasom, Brother Systems e Interform. A mais avançada tecnologia junto com os mais modernos equipamentos de som foram projetados com a união das três empresas. Sem a necessidade de toneladas de som ou milhares de watts. 

## Setlist
1. Nem Luxo, Nem Lixo
2. Luz Del Fuego (Datas selecionadas)
3. Agora só Falta Você
4. Ando Jururu
5. Esse Tal de Roque Enrow
6. Desculpe o Auê
7. Xuxuzinho (Datas selecionadas)
8. Vírus do Amor
9. Saúde
10. Me Recuso
11. Ovelha Negra
12. "Medley:"

- La Bamba
- Twist And Shout
- Noviças do Vício

1. Brazix Muamba
2. Mamãe Natureza
3. Bwana

BIS:
1. Bem-Me-Quer (Encurtada)
2. Ôrra Meu

TRIS:
1. Pega Rapaz (Encurtada)
2. Lança Perfume

1. Brazix Muamba
2. Mania de Você
3. Atlântida
4. Vírus do Amor
5. Ovelha Negra
6. Baila Comigo
7. Brazil Com S
8. Cecy Bom
9. Chiquita Bacana
10. Lança Perfume
11. Doce Vampiro
12. História do Brasil [7]

## Tour Book
Em agosto de 1987, um tour book da turnê foi lançado e comercializado nos locais de apresentações em que a turnê passou. O conteúdo da revista de 22 páginas, continha fotos exclusivas dos ensaios realizados em um cinema desativado de São Paulo, fotos de shows e bastidores da turnê de 1983, fotos de membros da equipe responsável pela excursão, publicidade do álbum Flerte Fatal, registros raros de Rita e Roberto em momentos de infância e de laser. Além de incluir uma entrevista inédita de Rita e Roberto comentando sobre o desenvolvimento e expectativas para a turnê, essa mesma entrevista foi bastante reutilizada por jornais impressos da época, em cidades que a turnê se apresentou. Por fim, uma ficha técnica da equipe responsável pela produção da excursão, e encerrando o conteúdo do tour book, o roteiro inicial completo das cidades brasileiras.

## Ensaios
Os ensaios da turnê iniciaram no início de agosto de 1987, e foram realizados no cinema desativado "Valparaíso", no bairro de Tucuruvi em São Paulo. No mesmo local em 15 de agosto de 1987, ocorreu o ensaio geral do show que foi assistido por amigos e convidados de Rita e Roberto, além de integrantes de um fã-clube e outros fãs ganhadores de um sorteio promovido por uma emissora de rádio também assistiram ao ensaio. O setlist do ensaio geral foi composto por algumas músicas que acabaram ficando de fora do repertório final, sendo elas "Mania de Você", "Flerte Fatal" e "Baila Comigo". No lugar, "Bem-Me-Quer" foi adicionada ao setlist, substituindo "Baila Comigo". Enquanto "Luz Del Fuego" chegou a ser apresentada nos primeiros shows e posteriormente removida. Durante o ensaio, houveram muitas interrupções, e muitas músicas foram reiniciadas, tendo como recorde "Pega Rapaz" que foi reprisada duas vezes, destacando nela uma harmonização vocal que finalizaria a canção, antes de ser incluída como um medley com "Lança Perfume".
1. Nem Luxo, Nem Lixo
2. Agora só Falta Você
3. Ando Jururu
4. Esse Tal de Roque Enrow
5. Mania de Você
6. Desculpe o Auê
7. Vírus do Amor
8. Saúde
9. Me Recuso
10. Luz Del Fuego
11. Ovelha Negra
12. Ovelha Negra (Reprise)
13. Baila Comigo
14. Bwana
15. "Medley:"

- La Bamba
- Twist And Shout
- Noviças do Vício

1. Mamãe Natureza
2. Brazix Muamba
3. Flerte Fatal
4. Ôrra Meu
5. Pega Rapaz (Encurtada)
6. Pega Rapaz (Encurtada / Reprise)
7. Pega Rapaz (Versão integral / Reprise)
8. Lança Perfume

## Curiosidades
- Rita Lee tinha planos de realizar shows por longas temporadas em teatros pequenos do Rio de Janeiro e São Paulo, algo semelhante como a "Turnê Babilônia", realizada em 1978. A intenção da cantora, era algo mais intimista e confortável com a plateia. Porém, foi convencida por Roberto de que seria bem mais trabalhoso, e os lucros seriam bem inferiores. Além do valor dos ingressos, que ficaria com uma alta margem para custear o espetáculo. Pensando no bolso do público, foi então determinado a realização dos shows em ginásios, onde tudo que Rita planejou, também pôde ser feito com a mesma qualidade.
- Para a turnê, Rita Lee revelou que parou de fumar completamente com o propósito de estar bem afinada nos shows. Além de praticar ginástica e realizar massagens para um bom desempenho físico no palco. [8]
- O repertório da turnê foi selecionado com base de pedidos dos fã-clubes e pessoas que os paravam nas ruas, Rita revelou que foi difícil a escolha do setlist devido ao tempo de ausência dos palcos. Roberto de Carvalho foi o responsável pelos novos arranjos das música do espetáculo.

- No "Tour Book" da turnê que era comercializada nos shows, destaca que a turnê se apresentaria em cidades como: São José dos Campos, São José do Rio Preto, Sorocaba, Ribeirão Preto, Cuiabá, Campo Grande (MS), Maringá e Florianópolis. Porém por motivos desconhecidos, não foram realizadas.
- Em 1985, Rita e Roberto quase retornaram aos palcos, uma turnê para o álbum "Rita e Roberto" lançado naquele mesmo ano, chegou a ser cogitada, mas segundo Roberto, dois detalhes impediram. Dentre eles a pendência de Rita e Roberto para estarem em um nova gravadora, o que foi oficializado em 1986 com a contratação dos músicos feita pela EMI-Odeon. E que eles tentaram reunir a mesma equipe da turnê de 1983 para esta, pois para eles, era imprescindível a presença de Leonardo Netto como diretor da turnê, concretizando com o engajamento da campanha de Fernando Gabeira para o governo do Estado do Rio. Assim, todos os planos foram adiados para 1987.

- Durante a chegada de Rita e Roberto em Goiânia, a cantora em entrevista revelou estar sofrendo com uma forte gripe, acompanhada de febre, rouquidão, vômitos e tontura. O que reteve a cantora na capital. Em 10 de Setembro de 1987, Rita realizaria o 9º show da turnê em Brasília, porém no mesmo dia, o show foi cancelado devido ao estado de saúde da cantora. O diretor promocional da EMI-Odeon, Jorge Oirola, que vinha acompanhando Rita durante a turnê, viajou para Brasília para comunicar ao público que ela esteve durante a manhã do dia anterior sob cuidados médicos na capital goiana, e que possivelmente voltaria para São Paulo naquele mesmo dia. O show que Rita e Roberto realizariam em 13 de Setembro de 1987 em Uberlândia, também foi cancelado em virtude do ocorrido, porém remarcado e realizado no mês seguinte. Ao contrário do show de Brasília, que também chegou à ser remarcado para o dia 06 de Novembro de 1987 e posteriormente cancelado definitivamente. [9]

- Em Porto Alegre, a cantora Adriana Calcanhoto foi a escolhida para ser a "Miss Brasil 2000", e desfilar nua durante a performance de "Me Recuso". Adriana, que ainda não era conhecida nacionalmente, revelou que Rita Lee e Roberto de Carvalho no dia anterior da apresentação, compareceram na extinta casa de espetáculos Porto de Elis, para prestigiar a cantora Annie Perec, que era amiga dos músicos. Adriana cantava com Annie durante o espetáculo, e somente soube que Rita e Roberto estiveram na plateia após o final do espetáculo. No dia seguinte, Adriana recebeu uma ligação à convidando para assistir a passagem de som do show de Rita Lee no Ginásio Gigantinho, e lá Rita compartilhou que sempre que apresentava os integrantes da banda durante o show (Que era somente composto por homens), as mulheres se animavam bastante, como não havia por quem os homens da plateia vibrar, ela demonstrou desejo de colocar uma mulher nua no palco para agradá-los, mesmo que momentaneamente. Adriana então se ofereceu para o número. [10]

- A princípio, a turnê foi planejada para ter a duração de dois anos. Em janeiro de 1988 seria iniciada uma nova etapa de shows por cidades brasileiras, começando por cidades paulistas e seguindo para outras principais do país como Cuiabá e Maringá. Além de que ainda no primeiro trimestre de 1988, havia shows programados pela América Latina: Argentina e Uruguai, e países da Europa: Itália, Portugal e França. Inicialmente a etapa europeia estava programada para ser realizada ainda em 1987, inclusive uma apresentação no teatro Olympia em Paris chegou a ser agendada para novembro daquele mesmo ano, porém acabou não sendo realizada. Por razões desconhecidas, a turnê foi descontinuada. [11] Rita e Roberto chegaram à embarcar para Portugal no dia 23 de Março de 1988, onde se apresentaram no Casino Estoril em Lisboa, para um pequeno concerto no "Miss Portugal 88" que foi realizado no dia 26 de Março de 1988, interpretando sucessos como "Mania de Você" e "Lança Perfume", mas não fazendo parte da turnê. Após essa apresentação, seguiram para Paris e Londres, porém somente à pesseio.

- Para a etapa internacional da turnê, Rita e Roberto programavam alterações no repertório do show. Incluindo um número de Rita vestida de Carmem Miranda e interpretando canções da mesma. [12]
- No show realizado no dia 26 de Setembro de 1987 em São Paulo, a canção "Músico Problema" foi apresentada pela única vez durante a turnê, Rita Lee utilizou para a performance a mesma peruca preta espetada que foi usada no Rock in Rio em 1985. Durante a performance, os integrantes da banda jogavam objetos em Rita, encenando o enredo da música.
- Durante o show realizado no Maracanãzinho, que além de um especial para TV, também foi utilizado como gravação do álbum ao vivo da turnê, falhas no som podem ter sido fatores que levaram ao não lançamento do projeto. Destacando como exemplos, um ruído de microfonia em "Saúde" e "Lança Perfume", além de Rita ter errado a letra do segundo verso de "Bem-Me-Quer".
- Ainda sobre o show realizado no Rio de Janeiro, a canção "Xuxuzinho" foi apresentada pela única vez durante a turnê, e chegou a ser exibida no especial noturno pela Rede Manchete.
- Umas das grandes novidades da turnê, é que Rita teve um destaque maior como musicista, tocando guitarra, flauta e castanholas durante o show. Rita tocava guitarra em 10 das 21 músicas do repertório. Segundo ela, isso se originou após pedidos dos fãs. [13]

- As faixas com os dizeres "Camisinha Já" e "Diretas Ontem" que eram originalmente exibidas durante "Vírus do Amor", em shows posteriores passaram à serem exibidas em "Brazix Muamba".
- Durante a performance de "Mamãe Natureza", em alguns shows Rita chegou à usar um figurino verde com folhas de árvores bordadas, luvas vermelhas e uma máscara espelhada com penas, remetendo ao personagem Peter Pan. Sendo posteriormente substituído por um espartilho preto e um pequeno capacete que tinha uma longa pena de pavão acoplada.
- O show realizado no AeroAnta em 16 de Junho de 1988, foi uma espécie de ensaio geral do mesmo espetáculo que Rita e Roberto realizariam no Festival de Jazz de Montreux em 02 de Julho de 1988. O show teve cerca de 50 minutos de duração, e teve transmissão realizada pela  Rádio Cidade. Para está apresentação, um repertório de 11 músicas foi escolhido minunciosamente. [14]

- Segundo relato de fãs, em um dos shows realizados em São Paulo, por problemas técnicos não foi possível o voo de Rita Lee durante a performance de "Mamãe Natureza", porém para não perder a oportunidade, a cantora acabou realizando o voo durante o tris do show.
- Ainda no dia 05 de dezembro de 1987, pela parte da tarde, antes da realização do show oficial no Maracanãzinho no Rio de Janeiro, Rita Lee e Roberto de Carvalho realizaram um show privado no mesmo local para funcionários da empresa White Martins. O repertório foi composto por uma versão reduzida da setlist da turnê, totalizando cerca de 12 músicas. O show foi limitado para além dos funcionários da empresa, alguns fãs presentes que conseguiram entrar no ginásio. O concerto teve cerca de uma hora de duração.
- Rita revelou em sua autobiografia lançada em 2016, que a abertura do shows, inicialmente seria realizada por um truque composto por ela e sua irmã Virgínia. Como havia uma grande semelhança das duas, principalmente devido ao cabelo vermelho, Virgínia se colocaria diante do pedestal central do cenário, e nesse momento Rita surgiria do plateia ou da coxia dando a ilusão de duas Ritas no palco. Porém acabou não sendo possível, pois segundo a própria Rita, Virgínia acabou gostando tanto do palco que não queria mais sair dele. A solução encontrada foi colocar Virgínia como parte dos backing vocal, porém com o microfone desligado.
- Ainda em sua autobiografia, Rita revelou que o número de desfilar nua durante "Me Recuso" era melhor desempenhado por garotas de programa e travestis. [15]
- No show realizado no dia 07 de Novembro de 1987 em Porto Alegre, a canção "Flagra" foi apresentada pela única vez durante a turnê.

## Datas da Turnê
| Data                   | Cidade              | País   | Local                            |
| ---------------------- | ------------------- | ------ | -------------------------------- |
| Datas 1987             |                     |        |                                  |
| 19 de Agosto de 1987   | Vitória             | Brasil | Ginásio Álvares Cabral           |
| 22 de Agosto de 1987   | Salvador            | Brasil | Campo da Associação Atlética     |
| 24 de Agosto de 1987   | Aracaju             | Brasil | Ginásio Constâncio Vieira        |
| 27 de Agosto de 1987   | Recife              | Brasil | Ginásio Geraldão                 |
| 29 de Agosto de 1987   | Fortaleza           | Brasil | Ginásio Paulo Sarasate           |
| 01 de Setembro de 1987 | Teresina            | Brasil | Ginásio do Verdão                |
| 04 de Setembro de 1987 | Belém               | Brasil | Estádio Leônidas Sodré de Castro |
| 08 de Setembro de 1987 | Goiânia             | Brasil | Ginásio Rio Vermelho             |
| 26 de Setembro de 1987 | São Paulo           | Brasil | Ginásio do Ibirapuera            |
| 27 de Setembro de 1987 | São Paulo           | Brasil | Ginásio do Ibirapuera            |
| 03 de Outubro de 1987  | Araraquara          | Brasil | Ginásio Gigantão                 |
| 24 de Outubro de 1987  | Belo Horizonte      | Brasil | Ginásio Mineirinho               |
| 27 de Outubro de 1987  | Uberlândia          | Brasil | Ginásio U.T.C.                   |
| 05 de Novembro de 1987 | Curitiba            | Brasil | Ginásio Tarumã                   |
| 07 de Novembro de 1987 | Porto Alegre        | Brasil | Ginásio Gigantinho               |
| 08 de Novembro de 1987 | Caxias do Sul       | Brasil | Recreio da Juventude             |
| 14 de Novembro de 1987 | Jacarezinho         | Brasil | Ginásio de Esportes              |
| 18 de Novembro de 1987 | Campinas            | Brasil | Estádio da Ponte Preta           |
| 20 de Novembro de 1987 | Santos              | Brasil | Clube Vasco da Gama              |
| 22 de Novembro de 1987 | Santo André         | Brasil | Clube Atlético Aramaçan          |
| 28 de Novembro de 1987 | São Paulo           | Brasil | Projeto Zona Leste 1             |
| 05 de Dezembro de 1987 | Rio de Janeiro      | Brasil | Maracanãzinho                    |
| 12 de Dezembro de 1987 | Londrina            | Brasil | Ginásio Moringão                 |
| 13 de Dezembro de 1987 | Presidente Prudente | Brasil | Ginásio Municipal de Esportes    |
| Datas 1988             |                     |        |                                  |
| 16 de Junho de 1988    | São Paulo           | Brasil | AeroAnta                         |
| 02 de Julho de 1988    | Montreux            | Suíça  | Festival de Jazz de Montreux     |

### Apresentações canceladas
| Data                   | Cidade              | País   | Local                 | Motivo                                                       |
| ---------------------- | ------------------- | ------ | --------------------- | ------------------------------------------------------------ |
| 10 de Setembro de 1987 | Brasília            | Brasil | Ginásio Nilson Nelson | Problemas de saúde de Rita Lee causadas por uma forte gripe. |
| 13 de Setembro de 1987 | Uberlândia          | Brasil | Ginásio U.T.C.        | Problemas de saúde de Rita Lee causadas por uma forte gripe. |
| 22 de Setembro de 1987 | São José dos Campos | Brasil |                       | Desconhecido                                                 |
| 17 de Outubro de 1987  | Rio de Janeiro      | Brasil | Maracanãzinho         | Desconhecido                                                 |
| 18 de Outubro de 1987  | Rio de Janeiro      | Brasil | Maracanãzinho         | Desconhecido                                                 |
| 06 de Novembro de 1987 | Brasília            | Brasil | Ginásio Nilson Nelson | Interdição do Ginásio devido decisão da GDF                  |
| 06 de Dezembro de 1987 | Rio de Janeiro      | Brasil | Maracanãzinho         | Desconhecido                                                 |
| 12 de Dezembro de 1987 | São Paulo           | Brasil | Ginásio do Ibirapuera | Desconhecido                                                 |
| 13 de Dezembro de 1987 | São Paulo           | Brasil | Ginásio do Ibirapuera | Desconhecido                                                 |

## Ficha Técnica

### Músicos
- Rita Lee - Vocais, Guitarra, Flauta, Castanhola
- Roberto de Carvalho - Guitarra, Arranjos, Direção Musical
- Lee Marcucci - Baixo
- Fernando Fernandes - Tecladista
- Gel Fernandes - Baterista
- Maurício Gasperini / Mauro Gasperini - Backing Vocais<ref>

### Equipe Executiva
- Amilton Carvalhal - Produção Executiva
- Richard Muir - Assistente de Produção
- Virgínia Lee Muir - Administração Financeira
- Suely Aguiar - Assessoria Geral e de Imprensa
- Sold Out Promoção - Assessoria de Imprensa no Rio e em São Paulo
- Direção Geral da Tour - Leonardo Netto

### Equipe Técnica
- Wagner Baldinato - Design do Palco e Cenários
- Pupi e Equipe - Realização de Cenários
- Rita Lee / Bellonzi / Tadashi - Figurinos de Rita Lee
- Bellonzi - Participação Especial em Cena
- Wagner Baldinato - Engenharia de Som e Direção Técnica
- Nico Gomes - Iluminação
- Vladinir Vieira Gomes / Domingos Martins / Sebastião Vicente/ Márcio Cleffs / Valny de Lazari - Equipe de Iluminação
- Ferdinando Veronese (Pinduca) - Engenharia de Áudio
- Transasom - Tecnologia de Áudio
- Brothers System e Loudness - Equipamento de Áudio
- Wagner Baldinato - Operador de P.A.
- Márcio Piloto - Operador de Monitor
- Eduardo Bonchristiani / Alexandre Fontanetti / Luís Fernando Maria de Alcântara/ Aluísio José da Silva / Milton Rodrigues da Costa Oliveira - Equipe de Áudio
- Lázaro Batista Ferreira - Direção de Montagem
- Clemildo Pinto da Rocha / Marcelo Santos da Rocha / José dos Santos/ Anibal Marques / Manoel Silva / Serafim dos Santos - Equipe de Áudio
- Roberto Moura (Fonseca's Gang) - Segurança